# Battlefield Vietnam
Battlefield: Vietnam (с англ. — «Поле битвы: Вьетнам») — компьютерная игра из серии игр Battlefield, следующая после Battlefield 1942. Игра была разработана компанией EA Digital Illusions CE и издана Electronic Arts. Выпущена 14 марта 2004 года в Северной Америке и 19 марта в других регионах мира.

## Сюжет
Действия игры разворачиваются во времена Вьетнамской войны. В игре присутствуют две враждующие стороны: армии США/Южного Вьетнама и армия Северного Вьетнама/НФОЮВ. Особенность игры — большое разнообразие карт, основанных на реальных исторических событиях и местах, таких как операция «Гастингс», «тропа Хо Ши Мина», битва за Хюэ, долина Йа-Дранг, операция «Flaming Dart», осада Кхешани, Камбоджийская кампания, битва за Куангчи и другие. Многие части игры были созданы под влиянием популярных фильмов о Вьетнамской войне. Примерами могут служить возможность прослушать «Полёт валькирий» по радио и тигровая окраска гранатомёта M79 из фильма «Апокалипсис сегодня».

## Геймплей
Геймплей в Battlefield Vietnam точно такой же, как и в предшественнике — Battlefield 1942: каждая команда появляется на своей точке и выдвигается к нейтральным для их захвата, после чего отвоёвывает контрольные точки противника и убивает солдат врага. Если игрок в процессе игры погибает, он может возродиться на одной из отвоёванных точек, сменив при этом свой класс (и поменяв оружие). Всего в игре представлено четыре боевых специальности: пулемётчик, снайпер, гранатомётчик («охотник» за танками) и инженер. От класса медика разработчики отказались.
Искусственный интеллект противника в Battlefield Vietnam при средней сложности игры не рассчитан на длительное преследование врага. Также оппоненты не всегда стреляют в своего врага, оказавшегося поблизости. При увеличении сложности антагонисты становятся значительно более меткими.

## Особенности
Построенный на усовершенствованном движке от BF1942, Battlefield Vietnam имеет много новых и улучшенных функций от своего предшественника. Выбор оружия, доступного игроку в игре соответствует тому, какое было во время Вьетнамской войны у обеих сторон конфликта.
В игре представлен богатый выбор военной техники, доступной для управления. Игроки, которые находятся на пассажирских сиденьях, могут вести огонь из личного оружия. Также в игре появились противопехотные мины и возможность авиадоставки транспортных средств. Находясь за рулём или штурвалом военной техники, можно включить радио и послушать музыку 1960-х годов.

## Официальные дополнения
Battlefield Vietnam: World War II Mod — Electronic Arts и Digital Illusions выпустили в свет официальную модификацию, превращающий Вьетнамскую войну во Вторую мировую. Дополнение создано с учётом опыта, полученного при создании Battlefield 1942, в более качественном исполнении. Можно ознакомиться с переработанными тихоокеанскими картами и графикой, возможности которой были улучшены с помощью движка Battlefield Vietnam. Полностью переделана игровая физика, улучшен интеллект компьютерных соперников, добавлены новые виды оружия и многое другое. Единственный недостаток модификации — всего три доступные для игры карты: вторжение на Филиппины, Иводзима и остров Уэйк.

## Саундтрек
- Jefferson Airplane — White Rabbit
- Jefferson Airplane — Somebody to Love
- The Box Tops — The Letter[англ.]
- The Kinks — All Day and All of the Night[англ.]
- The Kinks — You Really Got Me
- The Count Five — Psychotic Reaction?!
- The Bobby Fuller Four — I Fought the Law
- Canned Heat — On the Road Again[англ.]
- Creedence Clearwater Revival — Fortunate Son
- Deep Purple — Hush
- Эдвин Старр — War[англ.]
- Rare Earth — Get Ready[англ.]
- The Trashmen — Surfin' Bird
- Martha and the Vandellas — Nowhere to Run
- The Troggs — Wild Thing
- The Guess Who — Shakin' All Over
- Будапештский филармонический оркестр — Полёт валькирий

В официальное издание от Electronic Arts вошли только 11 треков.

## Отзывы
| Сводный рейтинг       | Сводный рейтинг |
| Агрегатор             | Оценка          |
| --------------------- | --------------- |
| GameRankings          | 83,57 %         |
| Metacritic            | 84 %            |
| MobyRank              | 83 %            |
| Иноязычные издания    |                 |
| Издание               | Оценка          |
| 1UP.com               | 7/10            |
| CGW                   | 8/10            |
| G4                    | [ 7 ]           |
| GamePro               | [ 8 ]           |
| GameRevolution        | B+              |
| GameSpot              | 8,5/10          |
| GameSpy               | [ 11 ]          |
| GameZone              | 9/10            |
| IGN                   | 8,2/10          |
| Jeuxvideo.com         | 16/20           |
| WorthPlaying          | 8,0/10          |
| Gameindustry.com      | [ 16 ]          |
| Gaming Nexus          | 6,5/10          |
| Русскоязычные издания |                 |
| Издание               | Оценка          |
| Absolute Games        | 77 %            |
| «PC Игры»             | 8,5/10          |
| «Игромания»           | 8/10            |
| «Страна игр»          | 8/10            |

Battlefield Vietnam получила в целом положительные отзывы от критиков и игроков. Согласно Metacritic, игра имеет 84% на основе 48 обзоров. GameRankings поставил 83.57% при 51 обзоре.
В 2014 году, после закрытия серверов GameSpy, Electronic Arts отказалась от поддержки целого ряда старых проектов, среди которых был Battlefield Vietnam.